# The Rides

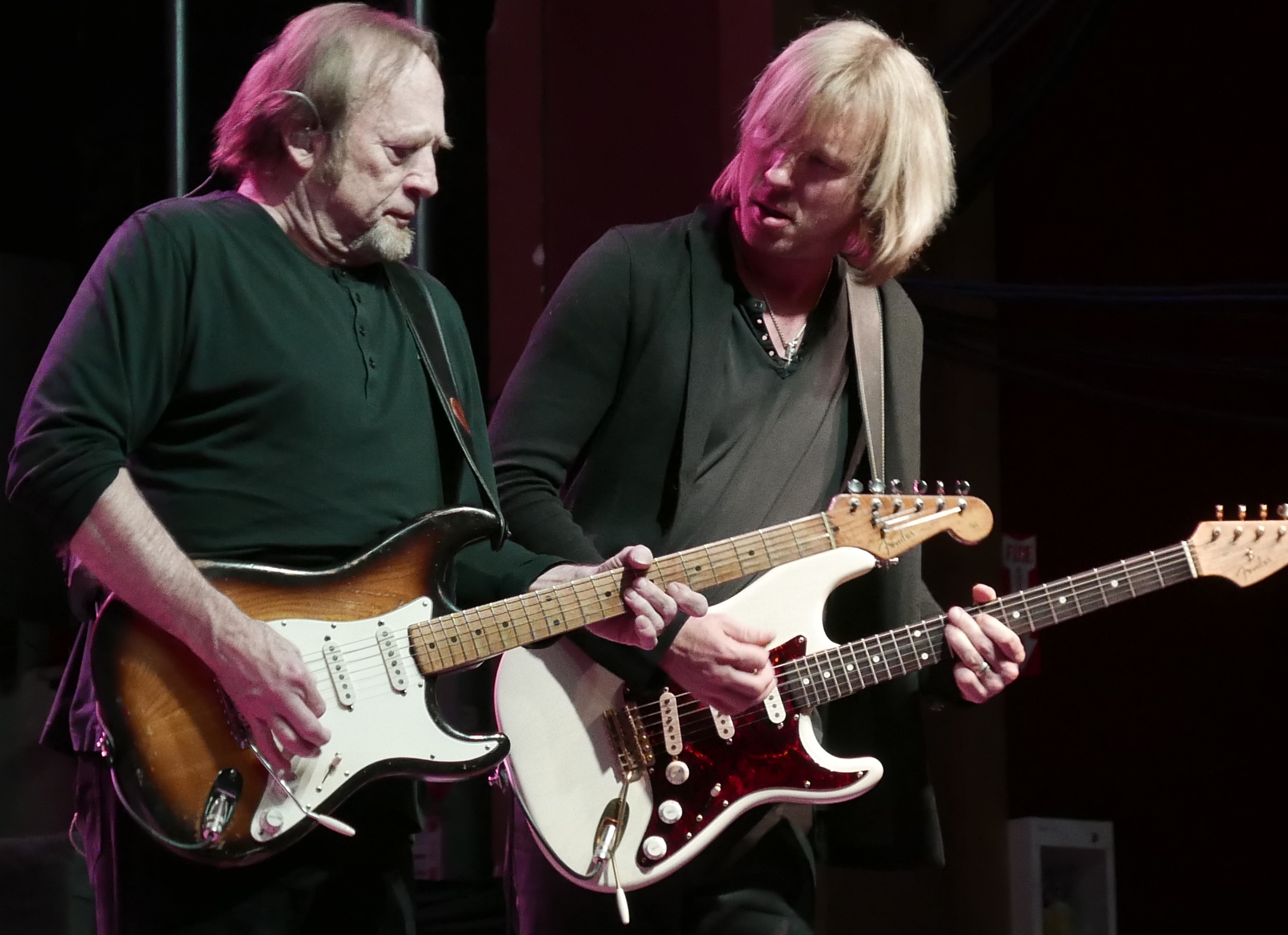
Stephen Stills und Kenny Wayne Shepherd bei einem Auftritt von The Rides (2016)

The Rides ist eine US-amerikanische Supergroup bestehend aus Stephen Stills, Barry Goldberg und Kenny Wayne Shepherd.

## Bandgeschichte
Kenny Wayne Shepherds Vater war Konzertveranstalter und organisierte unter anderem auch Konzerte mit Stephen Stills in Shreveport, Shepherds Heimatstadt. Stills und Kenny Wayne Shepherd kannten sich dadurch schon länger, es dauerte aber bis 2007, bis sie im Rahmen der Super Bowl XLI auf einer Party der siegreichen Indianapolis Colts erstmals gemeinsam auftraten. Stills und Barry Goldberg kannten sich noch länger, unter anderem waren beide an den Aufnahmen des Albums Super Session im Jahr 1968 beteiligt. Stills, Al Kooper und Mike Bloomfield hatten innerhalb von zwei Tagen in zwei Sessions die Songs dafür eingespielt und Goldberg war am elektronischen Piano einer der Gastmusiker. Stills Manager hatte die Idee, eine ähnliche Albumaufnahme mit Stills, Goldberg und Kenny Wayne Shepard durchzuführen. Die drei Musiker trafen sich 2013 und gaben sich eine Woche Zeit für die Aufnahmesessions. Als Band nannten sie sich The Rides und das Album hieß Can’t Get Enough. Neben sechs Coversongs nahmen sie auch vier eigene Lieder auf. Produzent war Jerry Harrison von den Talking Heads. Das Album erschien am 27. August 2013 und kam weltweit in die Charts, unter anderem erreichte es Platz 15 in Deutschland und Platz 42 in den US-Albumcharts. In den US-Bluescharts belegte es Platz 1 und wurde für einen Blues Music Award als bestes Album des Jahres nominiert. Unmittelbar nach der Veröffentlichungen gingen die Rides außerdem auf große USA-Tournee.
Bereits während der Aufnahmen zu dem Session-Album hatten die drei Musiker beschlossen, zusammen ein reguläres Studioalbum aufzunehmen, diesmal mit mehr selbstgeschriebenen Songs. Es dauerte aber noch zweieinhalb Jahre, bis das Vorhaben umgesetzt war. Im Mai 2016 erschien das zweite Rides-Album Pierced Arrow. Es war nicht so erfolgreich wie der Vorgänger, erreichte aber wieder in Deutschland mit Platz 35 seine beste Chartplatzierung. In den US-Bluescharts belegten sie aber erneut Platz 1.

## Mitglieder
- Stephen Stills (Sänger, Gitarrist)
  - Mitglied bei Buffalo Springfield, Crosby, Stills & Nash und Manassas
- Barry Goldberg (Keyboarder)
  - Live- und Sessionmusiker, Mitglied bei The Electric Flag und KGB
- Kenny Wayne Shepherd (Sänger, Gitarrist)
  - solo und mit eigener Band

## Diskografie
Alben
- Can’t Get Enough (2013)
- Pierced Arrow (2016)